# Саллі Тейлор (музикант)
Саллі Тейлор (народилася 7 січня 1974) — американська співачка, авторка пісень, художниця, музикант, письменниця і педагог. Вона випустила три студійні альбоми, а її пісні звучали у фільмах «Де завгодно, але не тут», "Інтерв'ю ", "Країна пригод " , «Я, знову я та Ірен» тощо. Вона виступала в «Шоу Опри Вінфрі», "Шоу Марти Стюарт " та «Пізньому шоу зі Стівеном Кольбертом».
Тейлор є засновницею мистецької організації Consenses і створила соціально-емоційне навчання (SEL), Consenses Classroom. Вона є захисником і педагогом для молоді з дислексією і публічно розповідає про власну боротьбу з дислексією, в тому числі виступала на конференції TEDx у Нешвіллі, штат Теннесі.
Вона викладала написання пісень і виконавство в музичному коледжі Берклі, а також є філантропом, яка працює над вирішенням проблеми наземних мін у Південно-Східній Азії.

## Життєпис
Сара Марія Тейлор народилася 7 січня 1974 року в Нью-Йорку в родині Джеймса Тейлора та Карлі Саймон. Вона відвідувала Академію Табор і почала писати пісні в підлітковому віці. Коли її запитали про роль її матері у навчанні писати пісні, вона відповіла: «Я запитала маму: „Ти можеш показати мені, як писати пісні?“, а вона сказала: „Сел, якщо тобі судилося писати пісні, ти просто знатимеш, як це робити“». У старших класах вона грала в різних групах і була співзасновницею студентського рок-гурту The Slip. Під час навчання в Університеті Брауна Тейлор навчилася грати на гітарі і виступала як сольна виконавиця. У віці 20 років вона пережила авіакатастрофу в Перу, що мотивувало її упорядкувати та записати всі свої пісні, що призвело до запису її першого альбому Tomboy Bride.

## Кар'єра
Тейлор — співачка, авторка пісень, гітаристка, художниця, письменниця, педагог і філантроп. Як музикант, вона була учасницею кількох музичних гуртів, а також мала сольну кар'єру. У своїй сольній кар'єрі вона багато гастролювала, а кілька пісень війшли до кіно та телебачення. Вона також виступала на ток-шоу, таких як Шоу Опри Вінфрі та інших.
У минулому Тейлор викладала у Музичній школі Берклі та створила відзначену нагородами програму соціально-емоційного навчання (SEL) «Клас згоди» (Consenses Classroom). Тейлор є педагогом і захисником молоді з дислексією і була нагороджена нагородою за життєві досягнення школи Гамільтона (Hamilton School Life Achievement Award) разом зі своїм чоловіком Діном Брагоньє (Dean Bragonier) за подолання викликів, пов'язаних з відмінностями у навчанні. Тейлор публічно виступала з доповідями на цю тему, зокрема, на конференції TEDx у Нешвіллі, та на конференції Dyslexic Advantage Leadership Conference.
Тейлор є засновницею Consenses — глобальної міждисциплінарної мистецької співпраці, в рамках якої художники різних напрямків використовують роботи один одного як каталізатор для створення власних оригінальних творів, що призводить до мистецької ланцюгової реакції. Вона також співзаснувала неприбуткову організацію The Tranquility Project, яка збирає кошти для знешкодження наземних мін у Південно-Східній Азії та надання допомоги жертвам наземних мін.

Тейлор — співачка, авторка пісень, музикант (гітаристка) та виконавиця звукозапису. Окрім сольної кар'єри, вона є колишньою учасницею гурту The Slip and The Boogies. Вона відхилила пропозиції від великих лейблів і в 1998 році заснувала інді-лейбл Blue Elbow, на якому випустила три студійні альбоми: Tomboy Bride (1999), Apt. № 6S (2000) та Shotgun (2001).
Вона багато гастролювала по США (1999—2002) зі своїм гуртом з Колорадо, що складається з 5 учасників: Кріс Соусі (гітара/вокал), Кенні Кастро (бас) та барабанщиками Брайаном МакРеєм, Кайлом Комерфордом і Діном Олденкоттом, граючи по 200 концертів на рік. Вона написала книгу Tails From the Road 1998—2002, в якій задокументувала свої гастролі, в тому числі виступи зі своїм братом Беном та командою.
Тейлор завершила гастрольну діяльність у віці 30 років, переїхала до Бостона і почала викладати музику в Музичному коледжі Берклі.
У 2012 році Тейлор заснувала Consenses, глобальну міждисциплінарну мистецьку колаборацію, де митці різних напрямків використовують роботи один одного як каталізатор для створення власних оригінальних творів, що призводить до мистецької ланцюгової реакції. Сотні артистів брали участь у проекті, зокрема Джиммі Баффет, Наташа Бедінгфілд, Карлі Саймон, Джеймс Тейлор, BalletBoyz і Майкл Нанн, та інші. У 2014 році Тейлор знялася в документальному фільмі Еріки Хілл Consenses — The Story Тейлор також створила відзначену нагородами навчальну програму соціально-емоційного навчання (SEL), Consenses Classroom, у співпраці з аспірантами Гарвардської вищої школи освіти.
Подорожуючи Камбоджею в 2002 році, Тейлор та її чоловік Дін Брагоньє відвідали Національний музей Ангкора, де вони зустріли 9-річну дівчинку, яка втратила кінцівку. Вона сказала їм, що ніколи не зможе вийти заміж через свої каліцтва. Вони були настільки зворушені цим досвідом, що створили некомерційну організацію The Tranquility Project, яка збирала гроші для розмінування Південно-Східної Азії та надання допомоги постраждалим від мін. Тейлор записала диск «Too Many Years» на користь роботи Clear Path International з жертвами мін. У 2007 році вона організувала благодійний концерт у своєму будинку в Боулдері, штат Колорадо, за участю співачки і авторки пісень Венді Ву та групи Something Underground, до складу якого входять брати Сет і Джош Ларсони. Тейлор приєдналася до гурту за останні кілька років, двічі подорожуючи Середнім Заходом і Південно-Східною Азією, виступаючи з благодійними концертами.

## Особисте життя
Тейлор одружена з Діном Брагоньє. 4 жовтня 2007 року вона народила сина, Бодхі Тейлора Брагоньє. У неї та її чоловіка діагностували дислексію. Її син Бодхі також страждає на дислексію і став її джерелом натхнення для допомоги іншим сім'ям із подібним діагнозом NoticeAbility.
Будучи донькою авторів-виконавців Джеймса Тейлора та Карлі Саймон, її народження згадується в пісні «Sarah Maria» в альбомі Джеймса Тейлора Gorilla 1975 року. Альбом «Hotcakes» Карлі Саймон, випущений у січні 1974 року, містить пісню під назвою «Think I'm Gonna Have a Baby», а на обкладинці зображено вагітну Саймон.
Тейлор закінчила Академію Табор, підготовчу школу-інтернат до коледжу в Меріоні, штат Массачусетс. Вона навчалася в Університеті Брауна, вивчаючи медичну антропологію.
Тейлор є веганом та переобладнала фургон Volkswagen під назвою «Sally in the Raw» на візок із веганськими та сирими продуктами.